# Aleksander Saša Novak
Aleksander Saša Novak, slovenski kulturni delavec, * 1928, Ljubljana, † 2. april 2015, Sarajevo.
Bil je predsednik Slovenske skupnosti v Sarajevu.

## Odlikovanja in nagrade
Leta 2000 je prejel častni znak svobode Republike Slovenije z naslednjo utemeljitvijo: »za delo in zasluge v dobro Slovencev v Bosni in Hercegovini«.